# Le Nouveau Chemin : Akemi
Série Le Nouveau Chemin
Le Nouveau Chemin : Ryota
(1936)
Pour plus de détails, voir Fiche technique et Distribution.
Le Nouveau Chemin : Akemi (新道 前篇朱実の巻, Shindō: Zenpen Akemi no maki) est la première des deux parties d'un film japonais de Heinosuke Gosho sorti en 1936, d'après le roman Higashi-nihon daimainichi de Kan Kikuchi.
La seconde partie du film a pour titre : Le Nouveau Chemin : Ryota (新道 後篇良太の巻, Shindo: Kohen Ryota no maki).

## Synopsis
La famille Munekata s'est installée à Karuizawa pour l'été, aux pieds du mont Asama afin de profiter du climat et de fuir les chaleurs de Tokyo. Utako, l'aînée des trois filles de Mme Munekata, issue d'un premier mariage, est amoureuse de Toru Nogami, un peintre qui projette de passer les deux prochaines années à Paris pour étudier. Elle souhaite se fiancer avec lui avant son départ mais il est difficile de parler à son beau-père de son projet pour cette jeune fille réservée.
Akemi elle, est attirée par Ippei Kudo, un jeune homme calme, pilote amateur de planeur, rencontré lors d'une promenade en montagne avec sa petite sœur Kyoko. Elle n'hésite pas à retourner le voir pour faire plus ample connaissance. Les jeunes gens se voient régulièrement et Akemi présente à son père son nouvel ami. Ce dernier qui occupe un poste de directeur au ministère des Affaires étrangères a d'autres projets pour sa fille, il souhaite que celle-ci épouse Aoki, un jeune homme un peu guindé avec une brillante situation au ministère. Mais Akemi s'oppose à ce choix et entend bien se marier à l'homme qu'elle aura choisi. Elle rabroue vertement Aoki dans ses tentatives de séduction de la jeune fille.
La présentation d'Akemi à la mère d'Ippei ne se passe pas bien non plus. La mère n'entend pas déroger aux traditions familiales et s'oppose à ce que les jeunes gens se revoient tant qu'une demande de mariage en bonne et due forme ne soit formulée. Contre la volonté de leurs parents respectifs, Akemi et Ippei continuent à sortir ensemble et bientôt Akemi se rend compte qu'elle est enceinte.
Elle décide de téléphoner à Ippei sur son lieu de travail pour lui annoncer la nouvelle, mais elle ne peut joindre qu'un de ses collègues qui lui annonce qu'Ippei n'est pas là et qu'il y a eu un accident d'avion avant que la communication ne soit coupée. Angoissée, la jeune fille tente plusieurs fois de joindre par téléphone le domicile de la famille Kudo. Après plusieurs tentatives, elle tombe sur Ryota, le frère d'Ippei qui lui annonce la terrible nouvelle. Ippei s'est tué dans un accident d'avion.

## Fiche technique
- Titre : Le Nouveau Chemin : Akemi
- Titre original : 新道 前篇朱実の巻 (Shindō: Zenpen Akemi no maki?)
- Réalisation : Heinosuke Gosho
- Scénario : Heinosuke Gosho et Kōgo Noda d'après le roman Higashi-nihon daimainichi de Kan Kikuchi[1]
- Photographie : Jōji Ohara
- Son : Takeo Dobashi
- Musique : Yukihiko Fukuda
- Direction artistique : Fukunosuke Gosho
- Sociétés de production : Shōchiku (Studios Ōfuma)
- Pays d'origine :  Empire du Japon
- Langue originale : japonais
- Format : noir et blanc — 1,37:1 — 35 mm — son mono
- Genre : drame
- Durée : 64 minutes
- Date de sortie :
  - Empire du Japon : 13 novembre 1936[2]

## Distribution
- Kinuyo Tanaka : Akemi Munekata
- Shūji Sano : Ippei Kudo

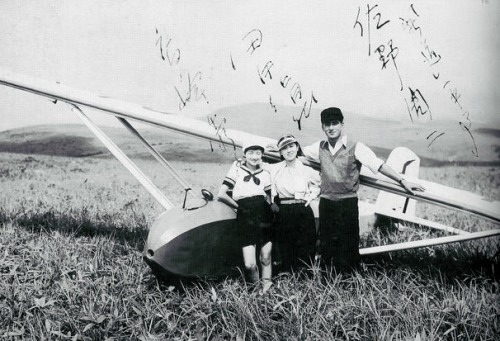
Hideko Takamine, Kinuyo Tanaka et Shūji Sano.

- Hiroko Kawasaki : Utako, la demi-sœur d'Akemi et de Kyoko
- Ken Uehara : Ryota Kudo, le frère d'Ippei
- Hideko Takamine : Kyoko Munekata
- Shin Saburi : Toru Nogami
- Tatsuo Saitō : M. Munekata, le père d'Akemi et de Kyoko et le beau-père d'Utako
- Fumiko Okamura : Mme Kudo, la mère d'Ippei et de Ryota
- Mitsuko Yoshikawa : Mme Munekata, la mère d'Utako, d'Akemi et de Kyoko
- Sōzō Okada (crédité sous le nom de Hikaru Yamanouchi) : Aoki
- Kenji Ōyama : Aono, un pilote
- Chishū Ryū : instructeur de planeur
- Reikō Tani (ja) : collègue d'Ippei
- Yaeko Izumo : servante A
- Toyoko Wada : servante B
- Masami Morikawa : standardiste
- Setsuko Shinobu : infirmière

## Autour du film
Le scénario original du film Le Nouveau Chemin devenant de plus en plus dense, il a été décidé d'en faire deux parties. La première partie est sortie au Japon le 13 novembre 1936 et la seconde, le 2 décembre 1936.
Le film qui montre la désagrégation du système familial n'a pas échappé à la censure nationaliste de l'époque, il a été coupé du cinquième de sa longueur.
Hideko Takamine raconte dans sa biographie qu'à l'époque du film, elle était alors âgée de douze ans, elle est venue habiter chez Kinuyo Tanaka à Kamakura, les studios de la Shōchiku ayant déménagés de Kamata (Tokyo) à Ōfuma une petite ville de la préfecture de Kanagawa. Bien que de quinze ans son aînée, Kinuyo Tanaka et l'adolescente faisaient la même taille. Kinuyo lui laissait porter ses vêtements et la traitait telle une petite sœur, relation qu'ont leurs personnages Akemi et Kyoko dans Le Nouveau Chemin.